# District de Sokuluk
Le district de Sokuluk (en kirghize : Сокулук району) est un raion de la province de Tchouï dans le nord du Kirghizistan. Son chef-lieu est le village de Sokuluk. Sa superficie est de 2 550 km2 ;  159 231 personnes y résidaient en 2009.

## Communautés rurales et villages
Le district de Sokuluk comprend 
- la ville de Chopokov

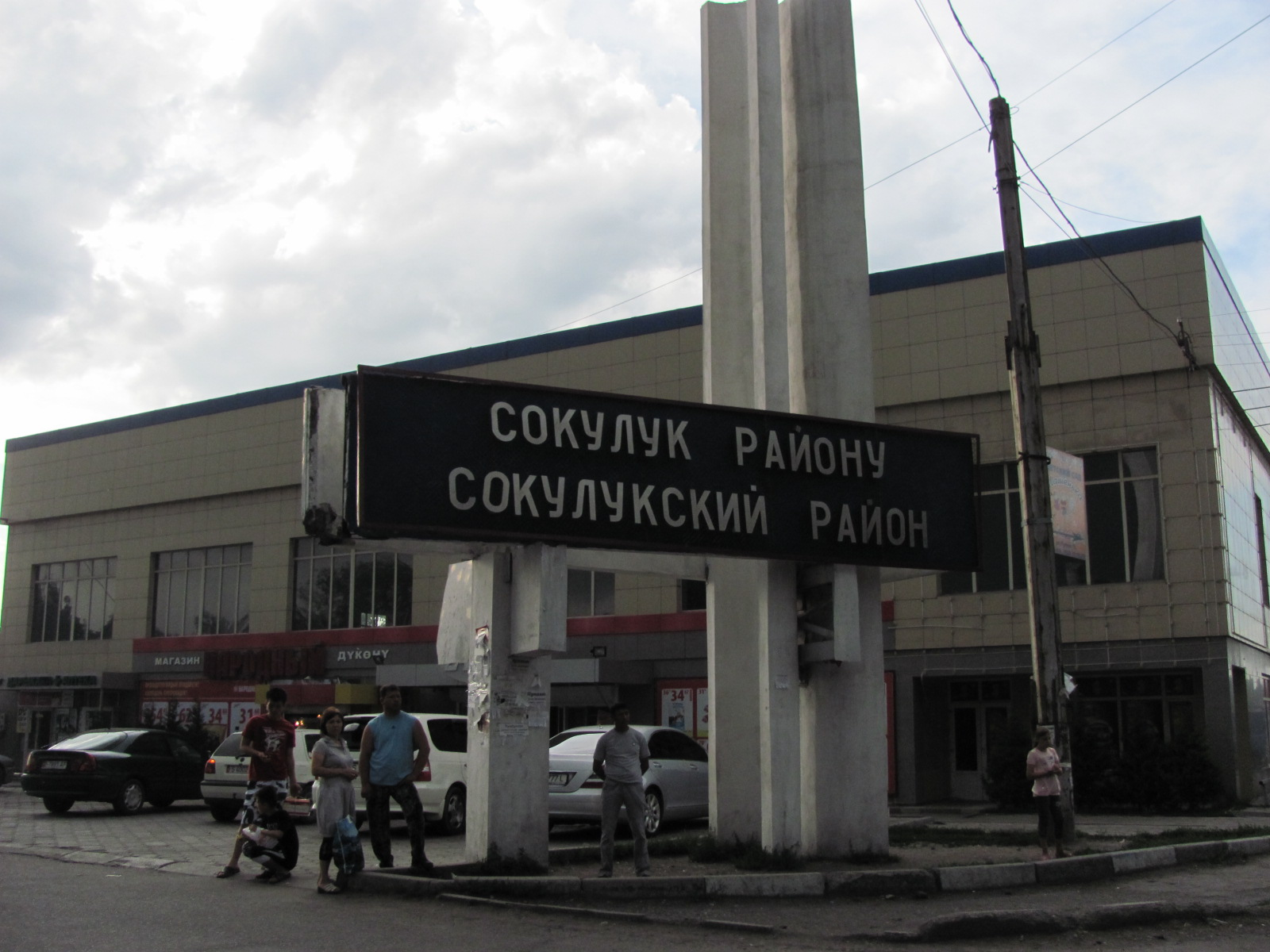
Limite des districts de Sokuluk et d'Alamüdün, sur l'autoroute Och-Bichkek

et 68 villages regroupés en 19 communautés rurales (aiyl okmotu) :
1. At-Bashi (villages Manas (centre), Ak-Jol, Lesnoe et Tört-Köl)
2. Tösh-Bulak (villages Tösh-Bulak (centre), Börülü et Chetindi)
3. Voenno-Antonovka
4. Gavrilovka (villages Gavrilovka (centre), Jylamysh, Romanovka et Shalta)
5. Jangy-Jer (villages Jangy-Jer (centre), Verkhnevostochnoye, Zapadnoye, Zelenoye et Nizhnevostochnoye)
6. Jangy-Pakhta (villages Jany-Pakhta (centre), Ak-Kashat, Zarya, Mayskoye et Mirny)
7. Kamyshanovka
8. Asylbash (villages Asylbash (centre) et Kirovskoye)
9. Kuntuu (villages Kuntuu (centre), Dostuk, Malaya Shalta, Shalta et Chong-Jar)
10. Imeni Krupskoy (villages Sokuluk (centre), Jakynky Aral, Chetki Aral et Pervoye Maya)
11. Kyzyl-Tuu (villages Kyzyl-Tuu (centre), Kara-Sakal, Malovodnoye, Novoe et Tokbay)
12. Nizhnechuyskoe (villages Nizhnechuyskoye (centre), Mirnoye, Sadovoye, Severnoye, Stepnoye et Taltak)
13. Novopavlovka (villages Novopavlovka (centre) et Uchkun)
14. Saz (villages Saz (centre) et Konush)
15. Orok (villages Jal (centre), Verkhny Orok, Kaltar, Kashka-Bash, Nizhniy Orok, Plodovoye, Sarban et Selektsionnoye)
16. Pervomayskoe (villages Pervomayskoe (centre), Natsionalnoye et Imeni Panfilova)
17. Sokuluk
18. Frunze (villages Imeni Frunze (centre), Komsomolskoye, Ozernoye et Studencheskoye)
19. Imeni Kaynazarovoy (villages Chat-Köl (centre), Belek et Tuz)